# Tokyo!
Tokyo! es una película creada en 2008 que contiene tres segmentos escritos por tres directores que no son japoneses, todos los cuales fueron filmados en Tokio, Japón. Michel Gondry dirigió «Interior design», Leos Carax dirige «Merde», y Bong Joon-ho dirigió «Shaking Tokyo»

## Argumento

### "Interior Design"
Dirigida por Michel Gondry. Es una adaptación del cómic de historias cortas: "Cecil y Jordan en Nueva York" de Gabrielle Bell.
Hiroko (Ayako Fujitani) y Akira (Ryō Kase) son una joven pareja que vive en las provincias de Tokio con fondos limitados y alojamientos de corta duración. Parecen tener una relación sólida y de apoyo mutuo. Akira es un aspirante a director de cine cuya primera película se proyectará pronto en la ciudad y con suerte ayudará a impulsar su carrera, pero mientras tanto trabaja en unos grandes almacenes envolviendo regalos. La pareja se las arregla para conseguir un alojamiento a corto plazo en el estrecho estudio de una antigua compañera de colegio, Akemi (Ayumi Ito). Desgraciadamente, el exigente novio de Akemi se cansa de los huéspedes de la casa, lo que lleva a Hiroko a recorrer las calles de Tokio en busca de otro apartamento adecuado. Hiroko sólo consigue encontrar una serie de tugurios infestados de ratas que ni ella ni Akira pueden permitirse con sus limitados salarios. Después de que la película de Akira se proyecte con dudosa aclamación, un espectador tiene una charla con Hiroko sobre las luchas inherentes en las relaciones entre 2 personas creativas: a menudo, una de las mitades de la pareja se siente invisible, inútil o poco apreciada. Hiroko se identifica con estos sentimientos a raíz de sus numerosas situaciones en la desconocida ciudad de Tokio, y empieza a cuestionar su papel en la relación. Hiroko se despierta una mañana y nota un pequeño agujero por el que pasa la luz. Cuando va al baño y se desabrocha la camisa, se sorprende al ver un agujero del tamaño de una mano en su pecho con un palo de madera en el centro. Mientras camina por la calle, el agujero se hace más grande y tropieza mientras sus dos pies se convierten en palos de madera. Finalmente, Hiroko se convierte en una silla, de la que sólo queda su chaqueta colgada en el respaldo. La gente que pasa por delante no se da cuenta de la presencia de la silla. 

### "Merde"
Dirigida por Léos Carax. 

### "Shaking Tokyo"
Dirigida por Bong Joon-ho. 